# Lopharthrum cluysenaeri
Lopharthrum cluysenaeri là một loài bướm đêm trong họ Noctuidae.